# Aióra
Az Aióra a lányok megtisztítását célzó ünnep volt az ókori Görögországban.

## Eredete
Az Aióra ünnepét elsősorban Athénban tartották a tavasz kezdetén. A szertartás keretében a lányok hintáztak, és az így keltett szél tisztította meg őket.
A vallási ünnep eredete egy legenda: Ikarioszt, az első szőlőművest a pásztorok agyonverték, miután berúgtak a borától, és a mámorról azt hitték, hogy mérgezés. Másnap, amikor kijózanodtak, eltemették Ikarioszt. Ikariosz lányát, Érigonét apja kutyája, Maira vezette a sírhoz. A lány fájdalmában öngyilkos lett: felkötötte magát az apja sírjához közel álló fára. A történetet Érigoné címmel Eratoszthenész Pentatlosz, a tudós költő is megénekelte.
Az Ikarioszról elnevezett athéni közösség tagjai ennek az eseménynek az "emlékére" hintáztatták meg lányaikat, hogy a képletesen felakasztott lányok kiengeszteljék az istenek által csillaggá változtatott Érigonét.